# Die Firma
Die Firma est un groupe de rock allemand, originaire de Berlin-Est. Formé en 1983 (donc dans ce qui était encore la RDA), le groupe se retrouve vite à la pointe de la contestation au régime de Erich Honecker. Frank Tröger ou Trötsch, (claviers et chant) est entouré au fil du temps par Tatjana Besson (chant, également membre de Freygang), Key Pankonin (guitare), Lothar Greiss (batterie), Faren Matern (guitare), Paul Landers (guitare, membre de Feeling B et plus tard de Rammstein) et Christoph Schneider (batterie, également de Rammstein).

## Biographie
Le groupe est formé en 1983 initialement sous le nom de Firma Trötsch ou Tanzkapelle Wandlitz à Berlin-Est par Frank Trötsch Tröger et renommée peu de temps après en Die Firma. Die Firma signifie en argot de la RDA la Stasi, police politique.
Outre la bassiste de Trötsch, Tatjana Besson, le guitariste et co-auteur-compositeur Key Pankonin et le batteur Lothar Greiss font partie de la première formation du groupe. Trötsch écrit les morceaux aux côtés de Pankonin, joue des claviers et reprend avec le bassiste Besson les parties vocales. Ce dernier devient rapidement la pièce maîtresse du groupe en raison de ses longs cheveux roux et de sa voix profonde.
Le groupe répétait dans des appartements et maisons abandonnés et jouait le week-end dans toute la RDA. La Firma se revendique politique, en particulier Trötsch qui, soulignera plusieurs années après la dissolution du groupe, avoir voulu changer les textes. Par ailleurs, le fait que Trötsch ait été employé non officiel du Ministère de la sécurité d’État depuis 1979 n’est connu qu’après la chute du mur de Berlin et la fin des années 1990. À ce moment, Trötsch déclarera des années plus tard dans un message télévisé sur la sous-culture et la Stasi : « J'ai pratiquement joué à un double jeu, j'imaginais que tout allait bien. Ça s'est bien passé pendant un moment. Sinon, je n'aurais pas pu former un groupe appelé Die Firma. »
Certains membres de Die Firma ont travaillé en 1987 sur le projet Törnen - ein mecklenburg environment de l'artiste Holger Stark.
Le groupe se sépare en 1993. Lors de la réunification, lorsque la Stasi ouvre ses archives, on découvrira que deux des principaux membres du groupe avaient régulièrement collaboré avec elle en lui fournissant des informations sur leurs proches ; ceci a sans doute contribué à la séparation du groupe. 

## Discographie
- 1990 : Die letzten Tage von Pompeji (avec les groupes Freygang et Ichfunktion)
- 1993 : Kinder der Maschinenrepublik